# Guida Vieira
Guida Maria Vieira Martins (Madeira, 9 de fevereiro de 1950) é uma sindicalista, ativista feminista e política portuguesa.

## Percurso
Foi presidente do Sindicato das Bordadeiras da Madeira, dirigente e fundadora da União dos Sindicatos do Arquipélago da Madeira (USAM) e membro fundador e dirigente da associação feminista UMAR.
Na sua atividade sindical, fundou o Departamento de Mulheres da USAM e a Comissão Nacional de Mulheres da Confederação Geral dos Trabalhadores Portugueses, hoje Comissão da Igualdade.
Foi militante da União Democrática Popular e é hoje do Bloco de Esquerda, partido resultante da fusão da UDP com outros partidos de esquerda.
Foi deputada na Assembleia Municipal do Funchal entre 2013 e 2017, eleita pela Coligação Mudança, pela qual concorreu por indicação do BE. Desde 2017, é deputada na Assembleia de Freguesia de São Martinho, no Funchal, tendo sido eleita pela Coligação Confiança, sucedânea da anterior e onde foi igualmente representante do BE. É ainda conselheira municipal para a igualdade de género no Funchal desde março de 2014.
Foi casada com Paulo Martins, falecido em 2014, companheiro de partido na UDP e no BE e deputado regional durante quase três décadas, de quem tem uma filha.